# Agapanthia cardui
Espèce
Agapanthia cardui,  l'agapanthe du chardon, est une espèce de coléoptères de la famille des Cerambycidae, de la sous-famille des Lamiinae, de la tribu des Agapanthiini, du genre Agapanthia, et du sous-genre Agapanthia (Agapanthia). C'est l'espèce type du genre. 

## Description

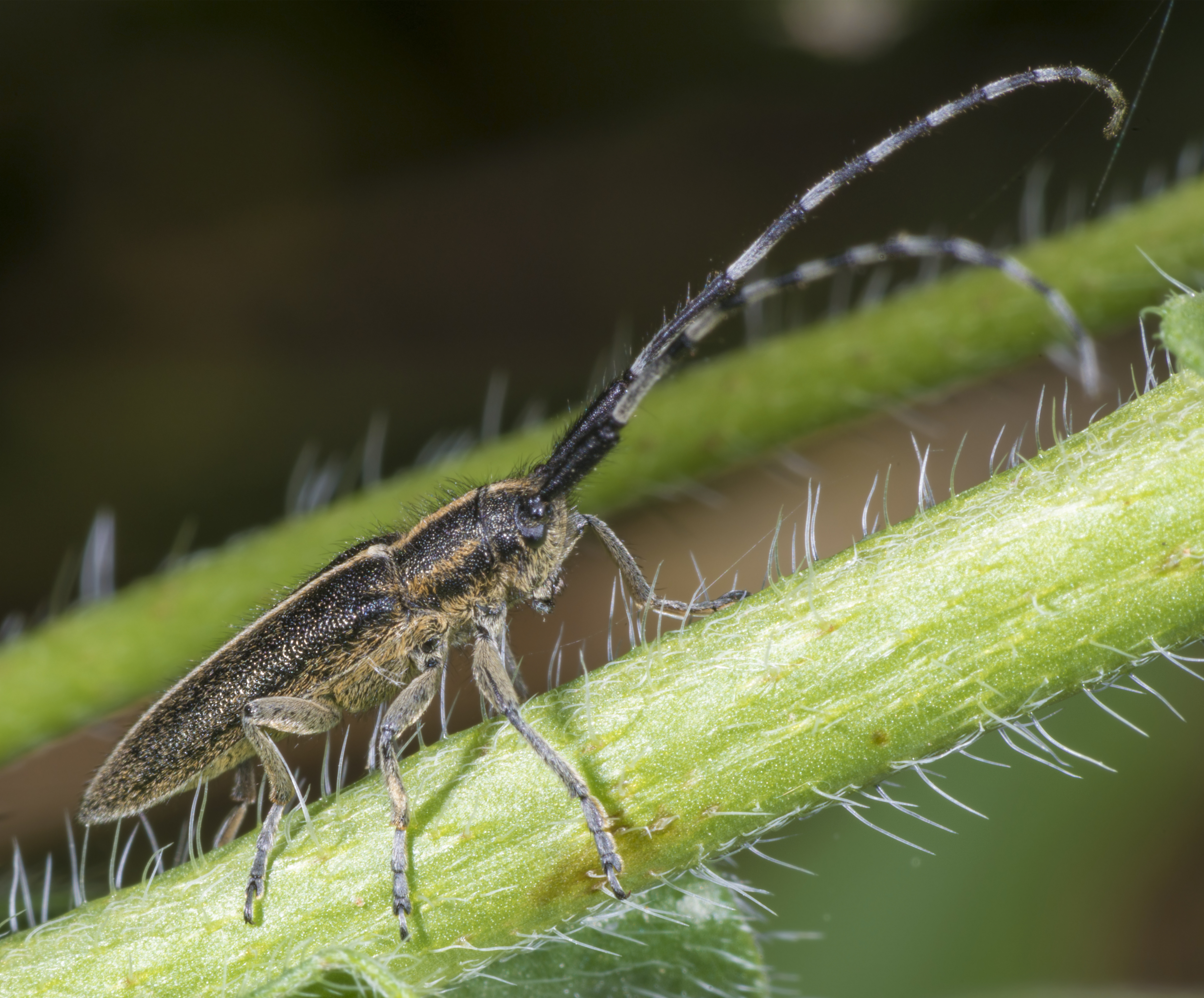
Profil

Corps noir avec un lustre bronzé, long de 7 à 13 mm. Les antennes finement pubescentes. Une bande pubescente le long de la suture. Le pronotum avec trois bandes claires longitudinales.

## Biologie
Adultes très communs d'avril à juillet, sur les tiges des chardons ou des marguerites.  
La larve se développe dans les tiges de chardons (Asteraceae).

## Répartition
Europe centrale et méridionale, Caucase, Proche et moyen-Orient, Afrique du Nord. 
Très commun en France méridionale et centrale, plus rare au Nord. 

## Systématique
L'espèce Agapanthia cardui a été décrite par le naturaliste suédois Carl von Linné en 1767, sous le nom initial de Cerambyx cardui.

### Synonymie
- Cerambyx cardui (Linnaeus, 1767) protonyme
- Saperda cardui (Linnaeus, Fabricius, 1787)
- Saperda coerulescens  (Petagna, Gistel, 1787)
- Saperda annulata (Fabricius, Gistel, 1792)
- Agapanthia cardui velox (Gistel, 1857)
- Agapanthia cardui subacutalis (Chevrolat, 1882)
- Eucrius cardui  (Linnaeus, Gistel, 1856)
- Agapanthia cardui grossa (Pic, 1891)
- Agapanthia cardui pannonica (Kratochvíl Gutowski, 1992)

### Taxinomie
Liste des sous-espèces
- Agapanthia cardui var. consobrina Chevrolat, 1840
- Agapanthia cardui var. marginalis (Mulsant), 1839
- Agapanthia cardui var. nigroaenea (Mulsant), 1839
- Agapanthia cardui var. peragalloi (Mulsant), 1862
- Agapanthia cardui var. ruficornis (Pic) Pesarini & Sabbadini, 2004